# PGC 119
LEDA/PGC 119 ist eine spiralförmige Radiogalaxie im Sternbild Pegasus nördlich der Ekliptik. Sie ist schätzungsweise 340 Millionen Lichtjahre von der Milchstraße entfernt und hat einen Durchmesser von etwa 45.000 Lichtjahren. Vom Sonnensystem aus entfernt sich das Objekt mit einer errechneten Radialgeschwindigkeit von näherungsweise 7.400 Kilometern pro Sekunde.
Im selben Himmelsareal befinden sich unter anderem die Galaxien PGC 55, PGC 74, PGC 167, PGC 180.